# Africallagma longfieldae
Africallagma longfieldae är en trollsländeart som först beskrevs av Fraser 1947.  Africallagma longfieldae ingår i släktet Africallagma och familjen dammflicksländor. Inga underarter finns listade i Catalogue of Life.